# Balçılı (Yevlax)
Balçılı è un comune dell'Azerbaigian situato nel distretto di Yevlax. Conta una popolazione di 1 104 abitanti.